# Pierre Thomas du Fossé
Pierre Thomas, sieur du Fossé, né le 6 avril 1634 à Rouen et mort le 4 novembre 1698 à Paris, est un savant et auteur français.

## Biographie
Son père, maître des comptes à Rouen, l’ayant envoyé enfant chez les jansénistes aux Petites écoles de Port-Royal pour y être instruit, il y prit goût à la vie de reclus et même d’ermite. Cette inclination l’amena par la suite à s’établir à proximité de Port-Royal des Champs où il fut lié à Le Nain de Tillemont, Singlin, Arnauld d'Andilly et Lemaistre.
Établi à Paris en 1661, il fut arrêté avec Lemaistre de Sacy en 1666 et exilé, après un mois d’emprisonnement à la Bastille, en Normandie dans sa terre du Fossé près de Forges-les-Eaux. Il lui fut donné d'apprécier la perfection de la chartreuse de Bourbon-lèz-Gaillon, la qualifiant de « plus belle du Royaume ». Par la suite, il effectua des visites annuelles à Paris durant la mauvaise saison.
Indépendamment de sa collaboration avec Sacy sur la Bible de Mons, du Fossé fut l’auteur de quelques hagiographies et de Mémoires (1697-8) que Sainte-Beuve a fort louées comme reflétant admirablement la vie de Port-Royal.
Il a traduit de l'hébreu en français et écrit sous les pseudonymes de Pierre Thomas Beaulieu et Pierre Thomas La Motte.

## Œuvres
- Mémoires de Pierre Thomas, sieur du Fossé, concernant l'histoire de sa vie et pour servir à l'histoire de Port-Royal Introd. et notes de F. Bouquet, Rouen, Ch. Métérie, 1876-1879
- Vie de Saint Thomas de Cantorbéry, Paris, Antoine Dezallier, 1679
- Histoire de Tertullien et d'Origène, Paris, Hélie Josset, 1675
- Mémoires pour servir à l'histoire de Port-Royal, Utrecht, Aux dépens de la Compagnie, 1739
- La vie de Dom Barthélemy des Martyrs, religieux de l'Ordre de S. Dominique, Archevesque de Brague en Portugal, Paris, Pierre Le Petit, 1663
- La Vie de Dom Barthélemy des martyrs, religieux de l'ordre de S. Dominique, archevesque de Brague en Portugal. : Tirée de son histoire écrite en espagnol et en portugais par cinq auteurs, dont le premier est le Père Louis de Grenade. Avec son esprit et ses sentiments pris de ses propres escrits. Nouvelle édition., Paris, Pierre Le Petit, 1664 (lire en ligne)
- La vie de Dom Barthélemy des Martyrs : religieux de l'Ordre de S. Dominique, Archevesque de Braque [sic] en Portugal, Liège, Jean Francois Broncart, 1697
- Vie des Saints pour tous les jours du mois, 1685-7
- Mémoires de Louis de Pontis, officier des armés du roi, Paris, 1676, 2 vol., in-12°